# 小池理子
小池 理子（こいけ りこ、1991年1月1日 - ）は、日本の女性声優。福井県福井市出身。ボイスアクターズスタイル附属アルカディア声優学院出身。以前はホーリーピーク、MILLENNIUM PROに所属していた。

## 経歴
東京女子大学卒業。
2015年5月に実施された「チェンクロキャラクターボイスオーディション」の一般部門に応募し、二次審査を通過。文化放送で行われた最終公開オーディションでチェンクロ開発者賞に選出され、ゲームアプリ『チェインクロニクル』の 薬師弓者 パルゥ 役を射止め声優デビュー。
2017年5月よりホーリーピークに所属。
2019年放送開始のテレビアニメ『けものフレンズ2』のカラカル 役で自身初のメインキャラクターを担当。
2020年3月31日にホーリーピークを退所し、フリーでの活動となる。
2020年6月1日、SHOWROOMで個人配信「りこぴの窓口」を開始。
2020年12月1日よりMILLENNIUM PRO所属となる。
2021年1月、個人配信「りこぴの窓口」の配信プラットフォームを「Twitch」に移行。
2022年6月30日、2018年10月から活動していたタツノコプロ公式Vtuberのヤッターマン2号「カミナリアイ」のアクターだったことを公表。
2024年6月20日、地元福井県のPR活動を行う「ふくいブランド大使」に任命される。
2024年8月31日をもってMILLENNIUM PROを退所し、再度フリーでの活動となった。

## 人物

### 生い立ち
声優を目指したきっかけの作品は『機動武闘伝Gガンダム』。ロボットに乗って必殺技を叫ぶことを声優としての目標に掲げている。
声優になる前は巫女として働いていた経験があり、特技に巫女舞を挙げている。またアルバイト経験がとても豊富で、オフィスワーク、覆面調査員、自動運転システムの開発、ナンバープレートを記録するバイト、杉並区公共施設のバイト、など多くの経験があり"バイト王"を自称している。橋の図面を描くバイトの経験もあり、コンピュータによる設計支援ツール"CAD"を扱うことが出来る。
東京女子大学在籍時は認知心理学を研究しており、その縁で2021年10月からは所属していた田中章浩研究室の研究紹介動画のナレーションを担当している。
スポーツ経験が豊富で、水泳歴は16年ほどある。

### 趣味・趣向

#### アニメ、漫画、プラモ
ガンダムシリーズが好きで、一番好きな作品は機動武闘伝Gガンダム。Gガンダムのスマホケースを愛用したり、おしゃれなリップにGガンダムの型式番号を刻印したり、ガンダムカフェのイベント「Gガンダム Night」に訪れたりしている。
ガンプラ・プラモ制作も行い、Twitchでの個人配信「りこぴの窓口」ではウイングガンダム、ガンダムダブルエックス、ゴッドガンダムなど多くのガンプラを制作している。またマクロスのプラモデル、nanoblockで姫路城作り、工作用発電キットやドラゴン柄のナップサック作りなど、他の声優がほとんど行っていないと思われる工作系ジャンルの配信を主に行っている。東京都知事の小池百合子と同姓なおかつ名前まで似ているので本人及び視聴者がネタにすることが多いが、それがきっかけで東京都庁舎のプラモデルを制作しカラーリングまで行い、2022年の秋葉原工作室展示会「秋工祭7」でシャイニングガンダムと共に展示したこともある。
ポケモンが好きで、プライベートでのプレイはもちろん、個人配信で「ポケットモンスター シャイニングパール」「Pokémon LEGENDS アルセウス」の実況配信も過去に行っている。ポケモンカードも愛好しており自分でデッキを作成しプレイしている。好きなポケモンはマリルリ、ポッチャマ、など。
漫画「ボボボーボ・ボーボボ」のファンであり、ボーボボのお弁当箱を高校3年間愛用していた。ボーボボカフェ、ボーボボ期間限定ショップ、ボーボボ展などにも訪れている。

#### 鉄道、道路（交通系）、その他
鉄道の研究を趣味に挙げており、路線図を眺めることが好き。好きな車両は419系で、好きな路線は地元福井の越美北線。特に好きなジャンルは「未成線」であり、路線図を眺めて妄想をしたり跡地に赴いたりしている。ワッチャプリマジ！のオーディションでは自己PRで未成線について鬼気迫るほど熱く語り、脚本家の坪田文がとても印象的でみゃむ役を射止める要素でもあったとコメントしている。
道路も好きであり、個人配信では「交通信号機」「スズキハスラー」のプラモデルを制作したり、国土交通省の「道路標識一覧」「地方版図柄入りナンバープレート一覧」「マンホールカード」を見ながら特集配信をしたこともある。車道マスキングテープやエリア標識ハンドタオルなどのグッズを所持していたり、ゾーン30の写真を撮ることにハマっていた時期もある。とあるバイトの経験から2tトラックと4tトラックを一瞬で見分けることが出来る。
お店のテーマソングを聞くことも趣味としており、お気に入りはジョーシン電機の「情熱をなくさないで」でカラオケでよく歌ったりしている。個人配信で好きなテーマソングを語る配信も行っており、コジマ、LAMU、ハローマック、西友などのテーマソングも好きな曲として紹介している。

#### お笑い
好きな芸人はさまぁ～ず。さまぁ～ずLIVEのDVDは全部視聴しており、ライブTシャツを所有している。さまぁ～ずが出演していた番組「内村プロデュース」が大好きだった。ゲームで自分のプレイヤーキャラクターに名前を設定できるものはメンバーである三村マサカズの苗字から引用し"三村"にすることが多く、実際にワッチャプリマジ！で作成したマイキャラの名前が「ミムラちゃん」である。

### 好物
好物は牛乳であり、好きな食べ物は？と聞かれたら牛乳と答えるくらい好き。そのおかげか骨密度が非常に高い。

### 苦手なこと
苦手なことは寒さで、冬生まれ雪国育ちであるにもかかわらず苦手である。
また片付けと整理整頓が苦手で、お財布の中がレシートでいっぱいになってしまったり鞄からイヤホンが絡まって出てきたりする。

## 出演
太字はメインキャラクター。

### テレビアニメ
2016年
- マジきゅんっ!ルネッサンス（女子生徒）
- ドリフェス!（観客）

2018年
- はるかなレシーブ（砂川舞）

2019年
- けものフレンズ2（カラカル）

2020年
- ハクション大魔王2020（女子高生）

2021年
- ワッチャプリマジ!（2021年 - 2022年、みゃむ）

2022年
- 錆色のアーマ-黎明-（幼少 ルシオ）
- ラブライブ!スーパースター!!

2023年
- それしか ないわけ ないでしょう（女の子）

### Webアニメ
- どうすりゃいいんだ チョサクケン～ただしくチョサクブツをつかうために～（2024年、高橋レン[96]）

### ゲーム
2015年
- チェインクロニクル（薬師弓者 パルゥ）
- ケイオスドラゴン 混沌戦争（咲クヤミマナ〈子供時代〉）

2016年
- ワールドチェイン（アニー・オークレイ、壱与、ジャンヌ・ダルブレ、マリア・テレジア、和泉式部、アティア）
- 陰陽おとぎソール（加州清光、ビスマス結晶、エクスカリバー）

2017年
- ルナプリ from 天使帝國（クリス）
- 麻雀 闘牌コロシアム（パラックス、ホーラ、トリイト）
- WAR OF BRAINS（ショットちゃん、傾星 ダイキョウ、爆破兵 バオチャ、次元の番人 Wショットちゃん）
- 天空のクラフトフリート（ボガ）

2018年
- ファイトリーグ（テレサ・スコープ）
- 放置少女〜百花繚乱の萌姫たち〜（荊軻、華雄、水鏡、徐福、馬雲リョク）
- 共闘ことばRPG コトダマン（カラカル）

2019年
- エンゲージプリンセス〜眠れる姫君と夢の魔法使い〜（イルシア）
- オメガラビリンス ライフ（黄蓮寺鈴音）
- 異世界で始める偉人大戦争〜陣取りしてみませんか〜（女神フレイヤ）
- デュエル・マスターズ プレイス（秋風妖精リップル、秋麗妖精リップル、千秋妖精リップル、冒険妖精ポレゴン、ジャニット、奇跡の予言者ラッキー・クルト、クルトSP、大河聖霊エル・ドラード、悪魔神王バルカディアス）
- ゴッタマゼイヤー（ハニーコンボ・ベッキー）

2020年
- けものフレンズ3（カラカル）

2021年
- ワッチャプリマジ!（2021年 - 2023年、みゃむ）- 2作品
- カウンターサイド（ケンドウ・アサネ、ラウラ・ベアトリクス）

2023年
- 英傑大戦（おまさの方、いくしま童子、夏姫、呂嬃)

### アプリ
- けものフレンズ あらーむ2（2019年）- カラカル[119]

### バーチャルYouTuber
- ヤッターマン2号「カミナリアイ」（2018年10月 - 2022年5月、YouTube）- アクター[120]

### ボイスドラマ・ドラマCD
- 創作サークル NEXiT 自主制作作品「びじゅがーる！」（2015年、YouTube・ニコニコ動画）- 柚木絵美 役[121]
- 聞く、演じる！日本昔のおはなし 第十六巻「ふえ吹き男の隠れ家」（2020年）- ナレーション[122]
- アートにエールを！東京プロジェクト（個人型）「フォトグラフ同好会」（2020年、YouTube）- りりあ 役[123]

### 吹き替え

#### アニメ
- ネコのクラちゃん Ordinary days（2025年、ミリア ナターシャ[124]）

### ナレーション
- 降臨！アイドル神（2018年、Flick!On!TV）[125]
  - 降臨！アイドル神Z（2018年、Flick!On!TV）[126]
  - 降臨！アイドル神GT（2019年、Flick!On!TV）[127]
  - 降臨！アイドル神改（2019年、Flick!On!TV）[128]
  - 降臨！アイドル神超（2019年、Flick!On!TV）[129]
  - 降臨！アイドル神 神と神（2019年、Flick!On!TV）[130]
- 東京女子大学 田中章浩研究室紹介動画（2021年、YouTube）[7]

### 舞台・朗読劇
- ソラリネ。#14「PANGEA」（2014年10月29日 - 11月3日、ウエストエンドスタジオ）[131] - ナイ 役[注 1]
- ソラリネのユメ Vo.8「かもふらーじゅ」(2015年5月26日 - 31日、ギャラリールデコ4) -  カンナ 役（秘匿ちーむ）[132]
- ソラリネのユメ Vo.9「ふぁみりー」(2015年6月23日- 28日、RAFT) - リカ 役（敷居ちーむ）[133]
- 劇団「神保町界隈」第4回公演「アイドルくの一忍法帖 -風魔四姉妹の逆襲-」（2016年10月13日 - 16日、テアトルBONBON） - 陽炎 役（月組）[61]
- 第十四回全校集会「初等教育ロイヤル」(赤組)（2020年12月10日 - 12月12日、京都劇場 / 2020年12月16日 - 17日、シアター1010）- 木村さん[134]※全公演中止[135]
- ワッチャ！リーディング！マジック！（2023年9月15日 - 16日、一ツ橋ホール） - みゃむ 役[136]

### 配信番組
- 高木友梨香と小池理子の『この2人がイベントをやるとどうなるのか見守ってみる会』（2020年 - 、ツイキャス） - 不定期配信[137]

### ライブ
- LiSA LiVE is Smile Always ～LiTTLE DEViL PARADE～「そしてパレードは続く」（2017年）- 声の出演[138]

### 映像商品
- サン・エデュケーショナル DVD教材「現代心理学シリーズ 認知心理学」（2015年）- ナビゲーター[139]

### その他コンテンツ

#### 個人配信
- りこぴの窓口（2020年6月1日 - 、SHOWROOM・Twitch）[140][141]

#### アンバサダー
- ふくいブランド大使（2024年6月20日 - 2027年6月30日）

#### アパレルコラボ
- 小池理子 × LIVERTINE AGE Vol.1「キャップ[142]・プルオーバーパーカー[143]」（販売期間：2021年3月19日 - 4月21日）
- 小池理子 × LIVERTINE AGE Vol.2「ロングTシャツ[144]・ジップパーカー[145]」（販売期間：2021年10月18日 - 11月18日）
- コラボレーションno.040 小池理子 × KANGOL BEAUTY 「トートバッグ・ポーチ」[146]（販売期間：2023年1月31日 - 2月28日）
- 小池理子 × LIVERTINE AGE Vol.3「半袖Tシャツ[147]・トレーナー[148]・バケットハット[149]」（販売期間：2023年12月22日 - 2024年01月25日）

## イベント
- 「高木友梨香と小池理子の、この2人がイベントをやるとどうなるのか見守ってみる会。」 第一回 オフラインミーティング（ 2022年1月16日、秋葉原ハンドレッドスクエア）
- りこピヨ モストバリアブル！RADIO＆LIVE（2024年10月5日、LIVE SPACE racine du noix）
- りことえりさの！カラオケしよう！（2024年11月4日、LOFT9 Shibuya）

## ディスコグラフィ

### キャラクターソング
| 発売日        | 商品名                                                                          | 歌                                                               | 楽曲                                          | 備考                                                 |
| ------------- | ------------------------------------------------------------------------------- | ---------------------------------------------------------------- | --------------------------------------------- | ---------------------------------------------------- |
| 2019年5月29日 | ようこそジャパリパークへ 〜こんぷりーとべすと〜                                 | うぃあーふれんず！                                               | 「ようこそジャパリパークへ（ただいま ver.）」 | テレビアニメ『けものフレンズ2』エンディングテーマ    |
| 2019年6月19日 | フレンズビート！                                                                | サーバル（尾崎由香）とカラカル（小池理子）とキュルル（石川由依） | 「ジャパリダンス！」                          | テレビアニメ『けものフレンズ2』関連曲                |
| 2019年8月1日  | オメガラビリンス ライフ 乳 (New) Character Songs                                | 黄蓮寺鈴音（小池理子）                                           | 「Hurry Up!好奇心☆」                          | ゲーム『オメガラビリンス ライフ』関連曲              |
| 2022年3月25日 | TVアニメ『ワッチャプリマジ！』キャラクターソングミニアルバム PUMPING WACCHA! 01 | 陽比野まつり（廣瀬千夏）、みゃむ（小池理子）                     | 「マジ・ワッチャパレード」                    | テレビアニメ『ワッチャプリマジ！』挿入歌             |
| 2022年3月25日 | TVアニメ『ワッチャプリマジ！』キャラクターソングミニアルバム PUMPING WACCHA! 01 | 陽比野まつり（廣瀬千夏）、みゃむ（小池理子）                     | 「Magical Future」                            | テレビアニメ『ワッチャプリマジ！』エンディングテーマ |
| 2022年7月20日 | TVアニメ『ワッチャプリマジ！』キャラクターソングミニアルバム PUMPING WACCHA! 03 | みゃむ（小池理子）、チムム（引坂理絵）、きゃろん（吉河順央）     | 「チェックワンツー」                          | テレビアニメ『ワッチャプリマジ！』エンディングテーマ |

## 書籍

### 連載コラム
- アニカン「りこぴん効果!!!」（2019年）[150]